# 望月好夫
望月 好夫（もちづき よしお、1932年10月14日 - 2019年3月10日）は、日本の産業工芸分野のインダストリアルデザイナー、技術者。工芸品を普段の生活で使えるものとしてデザインし、青森県の産業として定着させた。

## 人物・略歴
静岡市に生まれる。1952年、静岡県立静岡城内高等学校卒業。1956年、東京芸術大学美術学部工芸科漆芸専攻卒業。同年、青森県工業試験場漆工課勤務。1986年、青森県木工指導所所長。1988年、青森県工業試験場場長。1993年、同試験場停年退官。1994年、弘前工芸協会理事長。青森県技術アドバイザー、社団法人日本クラフトデザイン協会会員。
2019年3月10日、慢性閉塞性肺疾患のため死去。

### 「青森のモダンデザインを創った男」[4]
青森県には多くの工芸品があり、県木のヒバや白神に代表されるブナなどの木材、アケビ蔓などの自然素材に恵まれ、藩政時代から営まれてきた加工技術が残る。青森県工業試験場では地域に残る工芸を産業として育成するため、材料、加工技術、デザインの研究を行ってきた。漆器素地として開発されたブナコ（青森県のブナの木を有効利用するために開発された製法で手作りされた木工品）や、農民の働き着であったこぎん刺、藩主の庇護の元に隆盛を見た津軽塗など、時代とともに消えてなくなりがちな工芸品を、普段の生活で使えるものとしてデザインし現代に甦らせ、産業として青森県に定着させた。自分の名を捨てアノニマス（無名性）を標榜し黒子に徹した。「ブナコの育ての親」とも言われる。

## 著書
- 『津軽塗』 理工学社 2000.4
- 『北の工人』 望月 好夫 聞き手 ; 東北地域文化研究所 編 北の街社 1989.1

## 受賞歴
- 第23回国井喜太郎産業工芸賞[6]
- 伝統的工芸品産業功労者表彰[6]
- 平成28年度 第58回青森県文化賞[7]